# جورج دونلی
جورج دونلی (انگلیسی: George Donnelly؛ زادهٔ ۲۸ مهٔ ۱۹۸۸) بازیکن فوتبال اهل بریتانیا است.
از باشگاه‌هایی که در آن بازی کرده‌است می‌توان به باشگاه فوتبال لوتون تاون، باشگاه فوتبال لیورپول، باشگاه فوتبال اسکلمرسال یونایتد، باشگاه فوتبال پلیموث آرگیل، باشگاه فوتبال استوک‌پورت کانتی، باشگاه فوتبال استوک‌پورت کانتی، باشگاه فوتبال فلیتوود، باشگاه فوتبال مکلسفیلد تاون، باشگاه فوتبال مکلسفیلد تاون، باشگاه فوتبال روچدیل، باشگاه فوتبال ترانمره راورز، و باشگاه فوتبال ساوتپورت اشاره کرد.
وی همچنین در تیم ملی فوتبال C انگلستان بازی کرده‌است.